# 勒羅伊 (愛荷華州)
勒羅伊（英語：Le Roy）是一個位於美國愛荷華州第開特縣的城市。

## 地理
勒羅伊的座標為40°52′39″N 93°35′35″W / 40.87750°N 93.59306°W，而該地的平均海拔高度為340米（即1115英尺）。

## 人口
根據2010年美國人口普查的數據，勒羅伊的面積為0.85平方千米，當中陸地面積為0.85平方千米，而水域面積為0.00平方千米。當地共有人口15人，而人口密度為每平方千米17人。